# Owanto
Owanto, née le 13 décembre 1953 à Paris d'un père français et d'une mère gabonaise est une artiste contemporaine française. Elle passe son enfance entre le Gabon et l'Europe : France, Grande-Bretagne, Monaco et Espagne. Elle représente la république du Gabon à la 53e exposition internationale d'art de la Biennale de Venise en 2009, avec un spectacle solo dans le premier pavillon national du Gabon.